# حبان بن هلال
حبان بن هلال الباهلي وقيل أَبو حبيب حبان بن هلال الكناني البصري. أحد رواة الحديث النبوي، وقد روى له الجماعة. وكان قد قطع الرواية قبل موته بسنوات، ولهذا لم يسمع منه البخاري ولا أبو حاتم. وقد وثقه يحيى بن معين وأحمد بن حنبل.

## رواية الحديث
روى الحديث عن عدد من الرواة:
- أبان بن يزيد العطار.
- بكير بن أبي السميط المسمعي.
- جرير بن حازم.
- جويرية بن أسماء.
- حبان بن يسار الكلابي.
- حبيب بن أبي حبيب الجرمي.
- حسان بن إبراهيم الكرماني.
- حماد بن سلمة.
- داود بن أبي الفرات.
- سعيد بن زيد.
- وسلم بن زنبر .
- سليمان بن كثير العبدي.
- سليمان بن المغيرة.
- سهيل بن عَبْدِ اللَّهِ القطعي.
- شعبة بن الحجاج.
- عبد اللَّه بن بكر بن عبد اللَّه المزني.
- عبد ربه بن بارق الحنفي.
- عبد الوارث بن سعيد.
- عمارة بن زاذان الصيدلاني.
- عمر بن أبي خليفة العبدي.
- مبارك بن فضالة.
- محمد بن دينار الطاحي.
- معمر بن راشد.
- مهدي بن ميمون.
- هارون بن موسى النحوي الأعور.
- همام بن يحيى.
- أبي عوانة الوضاح بن عبد اللَّه.
- وهيب بن خالد.

## أخذ عنه
روى عن ابن هلال كثير من الرواة والعلماء، منهم:
- إبراهيم بن المستمر العروقي.
- أحمد بن الحسن بن خراش.
- أحمد بن سعيد الرباطي.
- أحمد بن سعيد الدارمي.
- أبو الجوزاء أَحْمَد بْن عثمان النوفلي.
- إسحاق الكوسج.
- أبو عاصم خشيش بن أصرم.
- أبو خيثمة زهير بن حرب.
- أبو بدر عباد بن الوليد الغبري.
- عبد اللَّه بن عبد الرحمن الدارمي.
- عبد بن حميد.
- أبو قدامة عبيد اللَّه بن سعيد السرخسي .
- علي بن المديني.
- علي بن مسلم الطوسي.
- عمرو بن علي الفلاس.
- أبو غسان مالك بن عبد الواحد المسمعي .
- محمد بن بشار بندار.
- محمد بن الحسين بن أبي الحنين الحنيني.
- محمد بن سفيان بن أبي الزرد الأبلي.
- أَبُو موسى محمد بن المثنى.
- محمد بن معمر البحراني.
- يحيى بن محمد بن السكن.
- يحيى بْن مُوسَى البلخي.
- يعقوب بن سفيان الفارسي.
- يعقوب بن شيبة السدوسي.

## الجرح والتعديل
- قال أبو بكر عبد اللَّه بن محمد بن الفضل الأسدي عن أحمد بن حنبل: «إليه المنتهى في التثبت بالبصرة».[2]
- قال أبو بكر بن أبي خيثمة عن يحيى بن معين والترمذي والنسائي: «ثقة».
- قال محمد بن سعد: «كان ثقة ثبتا حجة، وكان قد امتنع من التحديث قبل موته مات بالبصرة، في شهر رمضان سنة ست عشرة ومائتين».